# گوندورف
گوندورف (به آلمانی: Gondorf) یک شهر در آلمان است که در بیتبورگ-پروم واقع شده‌است.